# August-Frölich-Platz

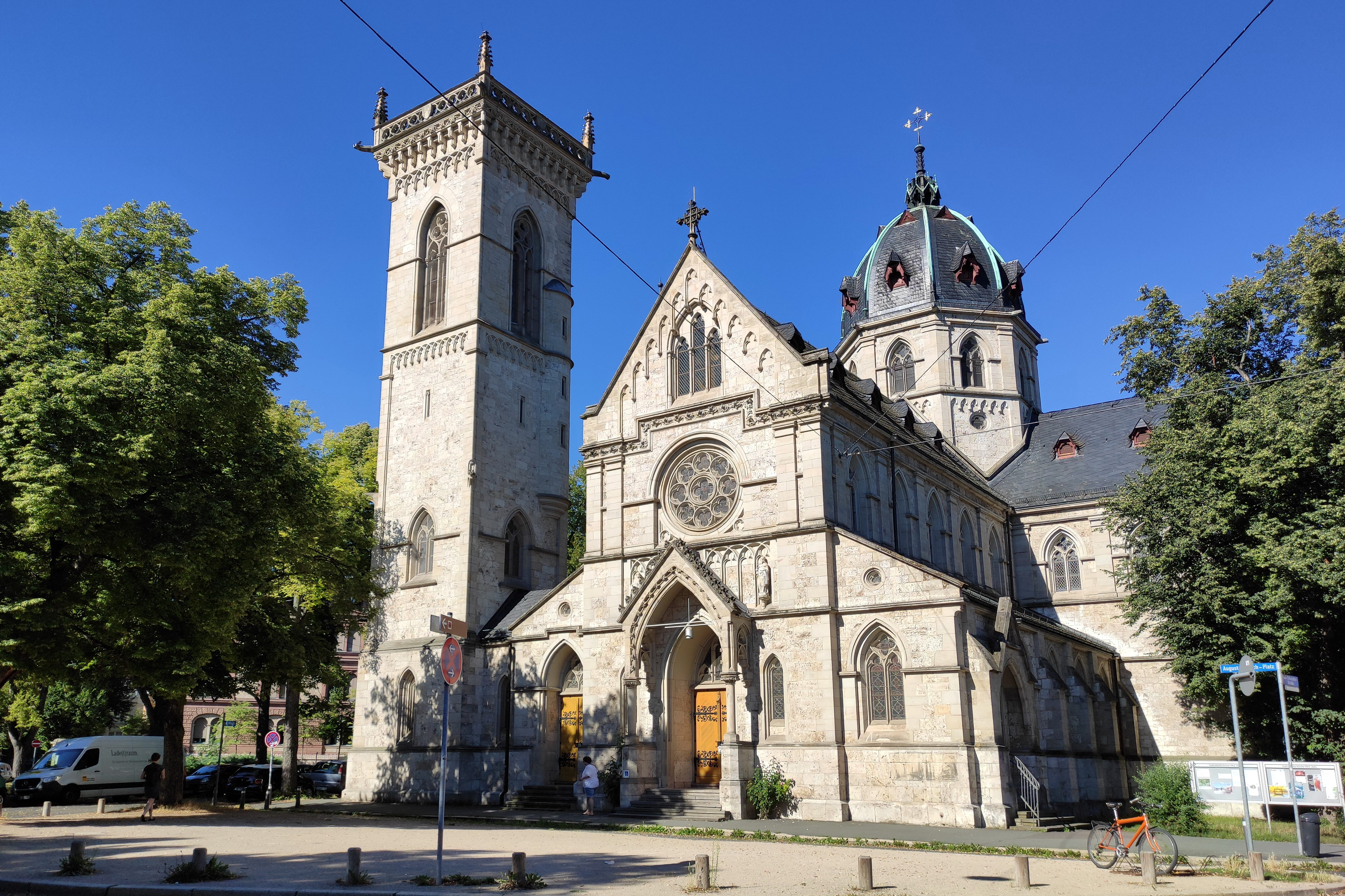
Herz-Jesu-Kirche

Der nach dem sozialdemokratischen Politiker August Frölich am 31. Dezember 1952 benannte August-Frölich-Platz ist ein Verkehrsknotenpunkt in der Weimarer Westvorstadt gebildet von der Steubenstraße, der Paul-Schneider-Straße, der Abraham-Lincoln-Straße, der Hoffmann-von-Fallersleben-Straße und der Washingtonstraße. Außerdem ist der Bereich zugleich Anliegerstraße und Zufahrtsweg. Der Bereich  Hoffmann-von-Fallersleben-Straße ist zudem der Busbahnhof. 
Den Mittelpunkt des Platzes stellt die Herz-Jesu-Kirche dar. Die Abraham-Lincoln-Straße 1, die den Platz tangiert, ist ein von Otto Minkert 1893 errichtetes Gebäude für die ehemalige Versicherungsgesellschaft „Union“.
Der August-Frölich-Platz steht auf der Liste der Kulturdenkmale in Weimar (Sachgesamtheiten und Ensembles). Die Kirche unter Anschrift Paul-Schneider-Straße 1 steht zudem auf der Liste der Kulturdenkmale in Weimar (Einzeldenkmale).
Koordinaten: 50° 58′ 43,6″ N, 11° 19′ 15″ O